# Болница Соколац
Болница Соколац је основна здравствена установа у општини Соколац. Основана је априла 1992. године као војна болница. Од 16. јуна 1992. болница је преименована у Војну болницу Главног штаба ВРС са сједиштем у Соколцу. Основни задатак болнице био је лијечење болесних грађана и рањеника Војске Републике Српске. Расформирана је 1998. али је због потреба становнштва радила смањеним капацитетом до 2001.

## Историјат
Болница на Сокоцу је почетком рата дјеловала као санитетска јединица у оквиру 37. санитетског одреда. То је, према ЈНА, била ратна јединица, чији је кадар и опрему требало да обезбјеђује Војна болница у Сарајеву. Почела је да ради у априлу 1992. у новоизграђеном објекту, у који је требало да буде смјештена Психијатријска болница. Њен капацитет био је око 200 болесничких кревета, а за потребе хирургије оспособљене су посебне просторије и опремљене комплетима за операционе сале ратних болница. 
Хируршку екипу, коју је предводио пуковник др Драгољуб Лазаревић, чинили су љекари и друго особље из Војне болнице у Сарајеву. Прве интервенције извршене су већ 6. априла 1992. Са формирањем ВРС, наредбом команданта Главног штаба ВРС од 16. јуна 1992, болница је преименована у Војну болницу ГШ ВРС, са сједиштем на Сокоцу. Њен управник, све до њеног расформирања (1998), био је пуковник примаријус др Томислав Таушан, бивши управник Војне болнице у Сарајеву (до 10. маја 1992.). У оквиру Хируршког одјељења били су одсјеци за ортопедију и трауматологију, урологију,  оториноларингологију, очне болести, максилофацијалну хирургију. Формираноје и Интерно одјељење, Одјељење за неуропсихијатрију, Одјељење за санитетско снабдијевање, а постојала је и Гинеколошко - акушерска служба.
Током рата 1992- 1995, за потребе тешких и ургентних стања (углавном неурохируршки болесници), била је организована транспортна служба са хеликоптером. До краја рата извршено је 17.620 оперативних захвата, других интервенција и специјалистичких прегледа. Уз војнике, стациuнарно су лијечени и цивили. СНародна скупштина Републике Српске усвојила је 1997. године Стратегију развоја здравства у РС. Са мјерама за реконструкцију цијелог здравственог система, усвојена је нова мрежа здравствених установа. Закон који је усвојен исте године, а због преласка на нови систем породичне медицине, није више предвиђао да ВРС има одвојене стациониране здравствене установе.
Ипак, инерцијом и због великог интереса становништва и потреба за стационираном здравственом заштитом, болница је у смањеном капацитету наставила рад све до 2001. године.
У овој болници формирана су сљедећа одјељења:
1. Хируршко одјељење, начелник др Драгољуб Лазаревић, до престанка службе због пензионисања у војсци. Након тога, дужност начелника обављао је др Бориша Стојановић хирург.

У оквиру овог одјељења функционисали су и сљедећа одсјеци:
- Одсјек за ортопедију и трауматологију, руководилац др Симо Библија,
- Одсјек за урологију, руководилац Зоран Чампара, уролог
- Одсјек за ОРЛ, руководилац др Сладомир Турунташ,
- Очни одсјек, руководилац др Томислав Давидовић,
- Одсјек за максилофацијалну хирургију, руководилац др Ратко Радовић.

1. Интерно одјељење, руководилац др Светозар Јовановић.
2. Одјељење за неуропсихијатрију, руководилац др Миломир Ђерић.
3. Одјељење за санитетско снабдијевање, руководилац др Драган Ћућило.
4. У оквиру болнице дјеловала је и гинеколошко-акушерска служба, којом је у току рата и послије рата руководио проф. др Борко Мимић.